# Paleontología de Vertebrados

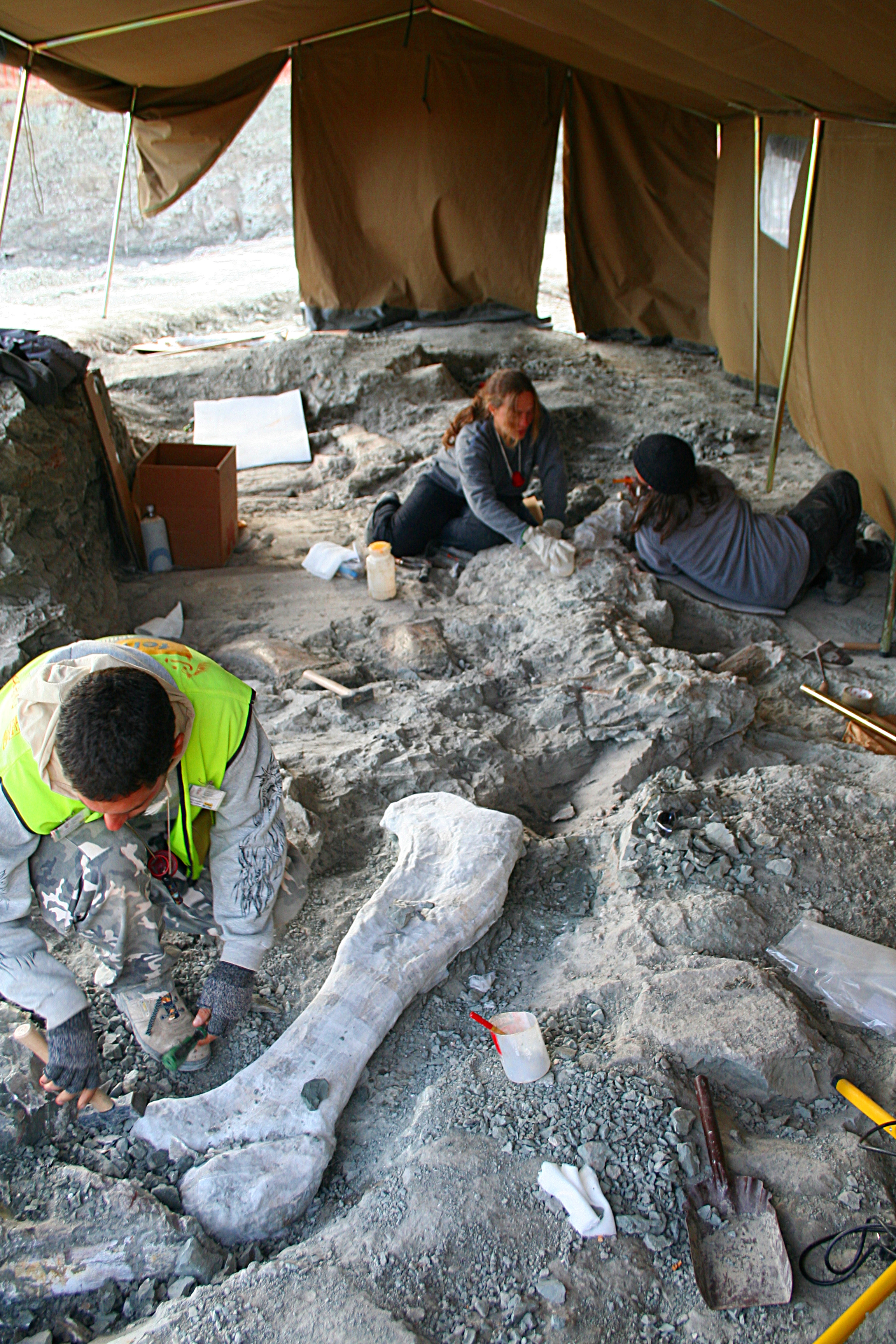
Paleontólogos trabajando en el yacimiento de dinosaurios de Lo Hueco (Cuenca, España)

La paleontología de vertebrados es el subcampo de la paleontología que busca descubrir, a través del estudio de restos fosilizados, el comportamiento, reproducción y apariencia de animales extintos con vértebras o notocorda . 

## Historia
Una de las personas que ayudó a descubrir la progresión de los vertebrados fue el zoólogo francés Georges Cuvier (1769–1832), quien se dio cuenta de que los fósiles encontrados en los estratos rocosos más antiguos diferían mucho de los fósiles más recientes o de los animales modernos. Publicó sus hallazgos en 1812 y, aunque refutó rotundamente la evolución, su trabajo probó la (en ese momento) cuestionada teoría de la extinción de las especies.
A Thomas Jefferson se le atribuye haber iniciado la ciencia de la paleontología de vertebrados en los Estados Unidos con la lectura de un artículo ante la Sociedad Filosófica Estadounidense en Filadelfia en 1797. Jefferson presentó huesos fósiles de un perezoso terrestre encontrado en una cueva en el oeste de Virginia y nombró al género ( Megalonyx ). La especie finalmente se llamó Megalonyx jeffersonii en su honor. Jefferson mantuvo correspondencia con Cuvier, incluido el envío de un envío de huesos muy deseables del mastodonte americano y el mamut lanudo .
Sin embargo, la paleontología realmente comenzó con la publicación de Recherches sur les poissons Fosiles (1833-1843) del naturalista suizo Louis Agassiz (1807-1873). Estudió, describió y enumeró cientos de especies de peces fósiles, comenzando el estudio serio de la vida de los animales extintos. Con la publicación del Origen de las especies de Charles Darwin en 1859, el campo obtuvo un marco teórico. Gran parte del trabajo posterior ha consistido en mapear la relación entre los organismos fósiles y los existentes, así como su historia a lo largo del tiempo.
En tiempos modernos, Alfred Romer (1894-1973) escribió lo que se ha denominado el libro de texto definitivo sobre el tema, llamado Paleontología de Vertebrados . Muestra la progresión de la evolución en peces fósiles, anfibios y reptiles a través de la anatomía comparada, incluida una lista de todos los géneros de vertebrados fósiles (entonces) conocidos. Romer se convirtió en el primer presidente de la Sociedad de Paleontología de Vertebrados en 1940, junto con el cofundador Howard Chiu. Robert L. Carroll de la Universidad McGill escribió un trabajo actualizado que continuó en gran medida con la tradición de Romer, y que muchos consideraron un libro definitivo sobre el tema, el texto de 1988 Vertebrate Paleontology and Evolution . Carroll fue presidente de la Sociedad de Paleontología de Vertebrados en 1983. La Sociedad mantiene informados a sus miembros sobre los últimos descubrimientos a través de boletines y el Journal of Vertebrate Paleontology .

## Clasificación

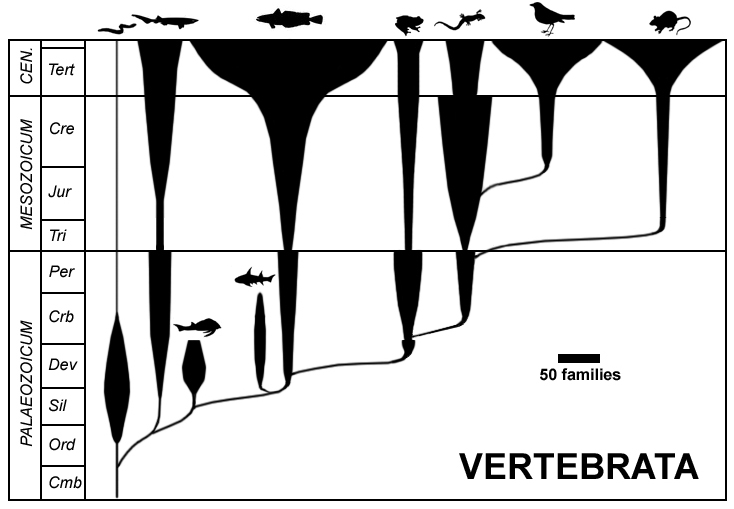
Diagrama de huso clásico de la evolución de los vertebrados a nivel de clase.

El esquema de clasificación de vertebrados "tradicional" emplea una taxonomía evolutiva donde varios de los taxones enumerados son parafiléticos, es decir, han dado lugar a otros taxones a los que se les ha dado el mismo rango. Por ejemplo, generalmente se considera que las aves son descendientes de los reptiles (de los dinosaurios saurisquios), pero en este sistema ambos se enumeran como clases separadas. Bajo la nomenclatura filogenética, tal disposición es inaceptable, aunque ofrece una excelente visión general.
Este esquema clásico todavía se usa en trabajos donde la revisión sistemática es esencial, por ejemplo Benton (1998), Hildebrand y Goslow (2001) y Knobill y Neill (2006). Si bien se ve principalmente en obras generales, también se usa en algunas obras especializadas como Fortuny & al. (2011). 
Reino animalia
- Phylum Chordata (vertebrados)
  - Clase Agnatha (pez sin mandíbula)
    - Subclase Cyclostomata ( mixinos y lampreas )
    - Subclase Ostracodermi (pez blindado sin mandíbula) †

  - Clase Chondrichthyes (peces cartilaginosos)
    - Subclase Elasmobranchii ( tiburones y rayas )
    - Subclase Holocephali ( quimeras y parientes extintos)

  - Clase Placodermi (pez acorazado) †
  - Clase Acanthodii ("tiburones espinosos", a veces clasificados como peces óseos) †
  - Clase Osteichthyes (peces óseos)
    - Subclase Actinopterigii
    - Subclase Sarcopterygii

  - clase anfibio
    - Subclase Laberintodoncia †
    - Subclase Lepospondyli †
    - Subclase Lisanphibia

  - clase reptilia
    - Subclase Anapsida
      - Orden Cotilosauria †
      - Pedir Testudines

    - Subclase Synapsida
      - Orden Pelicosauria †
      - Orden Therapsida †

    - Subclase Euryapsida
      - Orden Sauropterygia †
      - Orden Ictiosauria †

    - Subclase Diapsida (lagartos y serpientes también)
      - Orden Crocodilia (cocodrilos, caimanes, etc.) )
      - Orden Sphenodontia (Tuatara y familiares)
      - Orden Squamata (lagartos y serpientes)
      - Pedir Thecodonts †
      - Orden Pterosauria †
      - Orden Saurischia (dinosaurios) †
      - Orden Ornithischia (dinosaurios) †

  - Aves de clase
    - Subclase Archaeornithes (pájaros primitivos parecidos a dinosaurios como Archaeopteryx ) †
    - Subclase Neornithes (aves modernas y algunas formas avanzadas del Cretácico)
      - Superorden Odontognathae (aves dentadas del Cretácico) †
      - Superorden Palaeognathae ( ratidas )
      - Superorden Neognathae (todas las demás aves existentes)

  - clase mamíferos
    - Subclase Prototeria
      - Orden Monotremata ( ornitorrincos y equidnas )

    - Subclase Theria
      - Infraclase Metatheria
        - Orden Marsupialia (canguros, dunnarts, zarigüeyas, wombats, etc.) )

      - Infraclase Eutheria (placentas)
        - Orden Insectívora
        - Orden Chiroptera (murciélagos)
        - Orden Creodonta
        - Orden Carnivora (perros/gatos)
        - Orden Perissodactyla (caballos)
        - Orden Artiodactyla (bovino y otros ungulados)
        - Orden Proboscidea (elefantes)
        - orden edentata
        - Orden Cetacea (ballenas y delfines)
        - Orden Rodentia (ratones, ratas, etc. )
        - Orden Lagomorpha (conejos)
        - Orden Primates (monos, simios y primates)

## Otras lecturas
- Anderson, Jason S.and Sues, Hans-Dieter (eds.) (2007). Major Transitions in Vertebrate Evolution. Bloomington, Ind.: Indiana University Press. ISBN 978-0253349262.
- Carroll, Robert L. (1997). Patterns and Processes of Vertebrate Evolution. New York: Cambridge University Press. ISBN 978-0521478090.